# فابيان هوراسيو كورونيل
فابيان هوراسيو كورونيل (بالإسبانية: Fabián Coronel)‏ (29 يونيو 1987 في الأرجنتين - ) هو لاعب كرة قدم أرجنتيني في مركزي الدفاع والظهير. شارك مع منتخب الأرجنتين تحت 20 سنة لكرة القدم. أما مع النوادي، فقد لعب مع انيستتوتو وتيرو فيديرال وسبورتيفو لوكوينو وفيليز سارسفيلد ونادي بارانا وHNK Čapljina ‏ وHuracán de Tres Arroyos ‏ ونادي سانتا كروز وClub y Biblioteca Ramón Santamarina ‏ وFK Leotar ‏.

## وصلات خارجية
- فابيان هوراسيو كورونيل على موقع قاعدة بيانات كرة القدم.إي يو (الإنجليزية)
- فابيان هوراسيو كورونيل على موقع Soccerway.com (الإنجليزية)